# Войновиці (Вроцлавський повіт)
Войновиці (пол. Wojnowice) — село в Польщі, у гміні Черниця Вроцлавського повіту Нижньосілезького воєводства.
Населення — 648 осіб (2011).

## Демографія
Демографічна структура станом на 31 березня 2011 року:
|          | Загалом | Допрацездатний вік | Працездатний вік | Постпрацездатний вік |
| -------- | ------- | ------------------ | ---------------- | -------------------- |
| Чоловіки | 324     | 81                 | 221              | 22                   |
| Жінки    | 324     | 72                 | 200              | 52                   |
| Разом    | 648     | 153                | 421              | 74                   |